# Áreas funcionales del País Vasco
Las Directrices de Ordenación del Territorio del Gobierno Vasco establecen los ejes de actuación sobre el medio ambiente, los recursos naturales, el paisaje, los espacios urbanos, industriales y rurales, las infraestructuras y equipamientos del patrimonio histórico y cultural. La delimitación de áreas funcionales integradoras de espacios urbanos y rurales, son ámbitos que permiten una ordenación del territorio próxima a los ciudadanos, y el establecimiento de cabeceras para consolidar una red de ciudades medias esenciales para crear nuevas opciones de desarrollo y prestar servicios de carácter comarcal a toda el área funcional. Las áreas de influencia constituyen la base de referencia para el desarrollo armónico y coordinado de la Comunidad y se fundamentan en criterios de interconexión e integración, de tal manera que los planes territoriales y sectoriales, así como el planeamiento municipal, no sean elaborados de forma independiente entre sí, sino que todos persigan objetivos coherentes.

## Áreas funcionales del País Vasco[3]
Vitoria-Álava Central
- Alegría de Álava
- Armiñón
- Arraya-Maestu
- Arrazua-Ubarrundia
- Aspárrena
- Barrundia
- Berantevilla
- Bernedo
- Campezo
- Cigoitia
- Cuartango
- Elburgo
- Iruña de Oca
- Iruraiz-Gauna
- Lagrán
- Lantarón
- Ochandiano
- Peñacerrada
- Ribera Alta
- Ribera Baja
- Salinas de Añana
- Salvatierra
- San Millán
- Ubidea
- Urcabustaiz
- Valdegovía
- Valle de Arana
- Villarreal de Álava

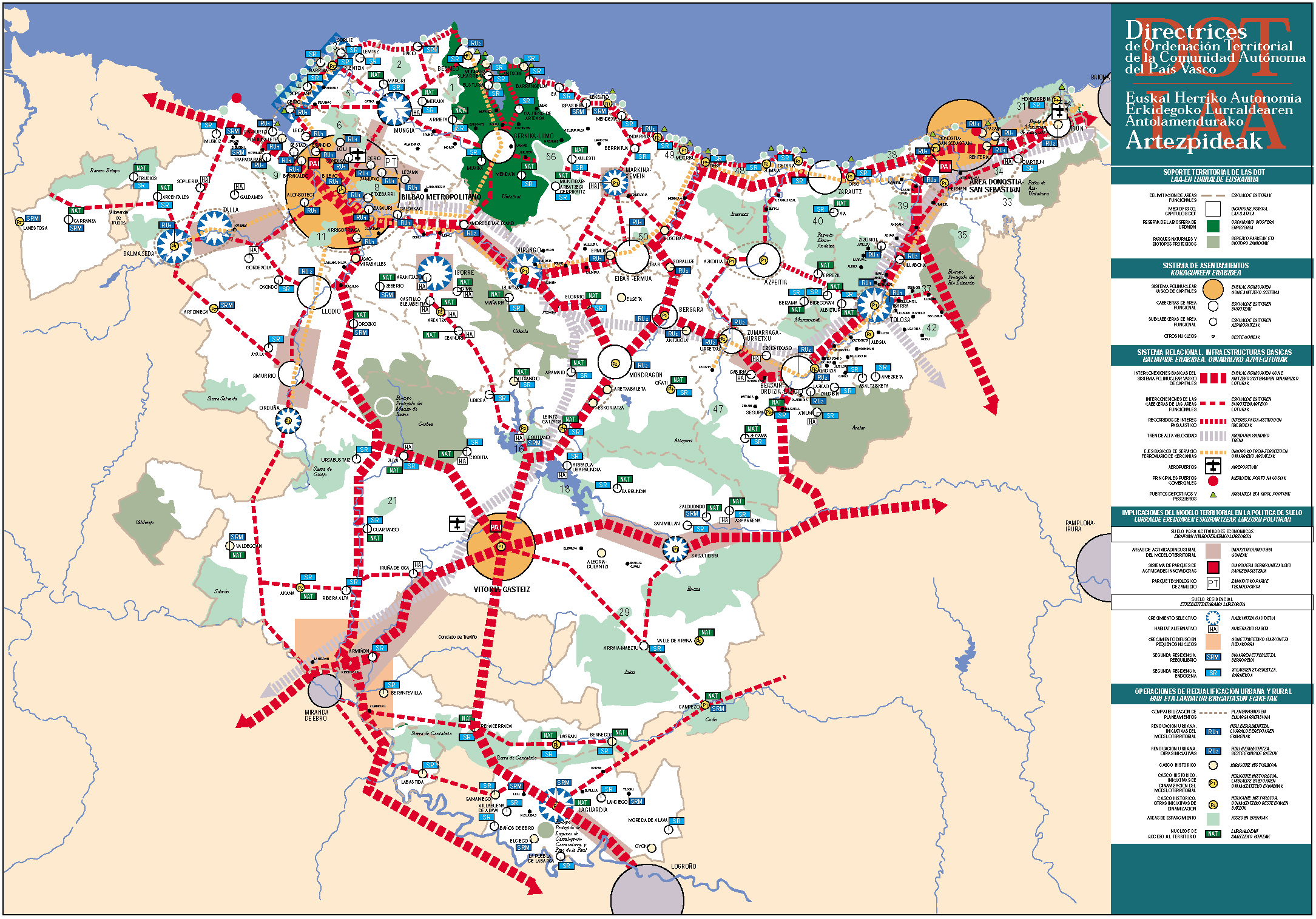
Directrices de organización territorial del País Vasco

Municipios del País Vasco

- Vitoria (cabecera del área y del sistema polinuclear de capitales vascas)
- Zalduendo
- Zambrana
- Zuya

Laguardia
- Baños de Ebro
- Cripán
- Elciego
- Elvillar
- Labastida
- Laguardia (cabecera del área)
- Lanciego
- Lapuebla de Labarca
- Leza
- Moreda de Álava
- Navaridas
- Oyón
- Samaniego
- Villabuena de Álava
- Yécora

Llodio.
- Amurrio (subcabecera del área)
- Aracaldo
- Arceniega
- Ayala
- Llodio (cabecera del área)
- Orduña
- Orozco
- Oquendo

San Sebastián
- Andoáin
- Astigarraga
- Hernani
- Fuenterrabía
- Irún
- Lasarte-Oria
- Lezo
- Oyarzun
- Pasajes
- Rentería
- San Sebastián (cabecera del área y del sistema polinuclear de capitales vascas)
- Urnieta
- Usúrbil

Beasáin-Zumárraga
- Alzaga
- Arama
- Atáun
- Beasáin (cabecera del área)
- Cegama
- Ceráin
- Ezquioga-Ichaso
- Gaviria
- Gaínza
- Idiazábal
- Isasondo
- Lazcano
- Legazpia
- Legorreta
- Motiloa
- Olaberría
- Ordicia
- Ormáiztegui
- Segura
- Villarreal de Urrechua
- Zaldivia
- Zumárraga (subcabecera del área)

Éibar
- Deva
- Éibar (cabecera del área)
- Elgóibar
- Ermua
- Mallavia
- Mendaro
- Motrico
- Placencia de las Armas

Mondragón-Vergara
- Anzuola
- Aramayona
- Arechavaleta
- Elgueta
- Escoriaza
- Mondragón (cabecera del área)
- Oñate
- Salinas de Léniz
- Vergara (subcabecera del área)

Tolosa
- Abalcisqueta
- Aduna
- Albístur
- Alegría de Oria
- Alquiza
- Alzo
- Amézqueta
- Anoeta
- Asteasu
- Baliarrain
- Belaunza
- Berástegui
- Berrobi
- Bidegoyan
- Cizúrquil
- Gaztelu
- Elduayen
- Hernialde
- Ibarra
- Icazteguieta
- Irura
- Larraul
- Leaburu
- Lizarza
- Orendáin
- Oreja
- Tolosa (cabeza del área)
- Villabona

Zarauz-Azpeitia
- Aya
- Aizarnazábal
- Azcoitia
- Azpeitia (Subcabecera del área).
- Beizama
- Cestona
- Régil
- Guetaria
- Orio
- Zarauz (Cabecera del área).
- Zumaya

Bilbao metropolitano
- Abanto y Ciérvana
- Alonsótegui
- Arrancudiaga
- Arrigorriaga
- Baracaldo
- Barrica
- Basauri
- Berango
- Bilbao (cabecera del área y del sistema polinuclear de capitales vascas)
- Derio
- Erandio
- Echévarri
- Galdácano
- Guecho
- Górliz
- Larrabezúa
- Lejona
- Lemóniz
- Lezama
- Lujua
- Musques
- Ortuella
- Plencia
- Portugalete
- Santurce
- Sestao
- Sondica
- Sopelana
- Miravalles
- Urdúliz
- Valle de Trápaga
- Zamudio

Valmaseda-Zalla
- Arcentales
- Valmaseda (cabecera del área)
- Carranza
- Galdames
- Gordejuela
- Güeñes
- Lanestosa
- Sopuerta
- Trucios
- Zalla

Durango
- Abadiano
- Achondo
- Amorebieta-Echano
- Bérriz
- Durango (cabecera del área)
- Elorrio
- Garay
- Yurreta
- Izurza
- Mañaria
- Zaldívar

Guernica-Marquina
- Ajánguiz
- Amoroto
- Arrazua
- Aulestia
- Bermeo
- Berriatúa
- Busturia
- Ea
- Elanchove
- Ereño
- Echevarría
- Forua
- Gautéguiz de Arteaga
- Guernica y Luno (cabecera del área)
- Guizaburuaga
- Ibarranguelua
- Ispáster
- Cortézubi
- Lequeitio
- Marquina-Jeméin (subcabecera del área)
- Mendata
- Mendeja
- Morga
- Mundaca
- Munitibar
- Murueta
- Múgica
- Navárniz
- Ondárroa
- Pedernales
- Rigoitia

Yurre
- Aránzazu
- Artea
- Bedia
- Ceánuri
- Dima
- Yurre (cabecera del área)
- Lemona
- Villaro

Munguía
- Arrieta
- Baquio
- Frúniz
- Gámiz-Fica
- Gatica
- Lauquíniz
- Maruri
- Meñaca
- Munguía (cabecera del área)